# Cahorro
Un cahorro o canjorro es un término geográfico que describe un lugar angosto, caracterizado por ser un paso estrecho entre paredes verticales, una profunda hendidura, o un barranco estrecho, a menudo tallado por la erosión natural de un río o arroyo que discurre por su fondo. Estos singulares accidentes geográficos son relativamente comunes en zonas montañosas y de relieve escarpado. Aunque los cahorros comparten similitudes con los cañones, como la presencia de paredes escarpadas y formaciones creadas por la erosión del agua, se diferencian principalmente por su menor tamaño. Mientras que un cañón suele ser una formación extensa y profunda, los cahorros son pequeños y angostos. Este tipo de formaciones son relativamente abundantes en el sureste de Andalucía (antigua región de Granada) debido al abrupto relieve de la cordillera Penibética.

## Uso en España
El uso del término «cahorro» es particularmente frecuente en las provincias españolas de Granada y Málaga, mientras que en Almería y Jaén se suele utilizar el término «canjorro». Los cahorros no solo constituyen elementos naturales de interés geológico y turístico, sino que también forman parte del patrimonio cultural local.
Un ejemplo destacado de cahorro es el del río Monachil, en la provincia de Granada, un paraje natural que ha ganado popularidad entre senderistas y amantes de la naturaleza debido a sus pasos angostos y profundos, rodeados de imponentes paredes rocosas. Aparte de los famosos cahorros de Monachil, también destacan los siguientes:
- Cahorros del río Torrente, en Nigüelas (Sierra Nevada).[4]
- Cahorros del río Santo, en Albuñuelas (Sierra de las Albuñuelas).
- Cahorros del barranco de Luna, en Saleres (Valle de Lecrín).[5]
- Cahorros del río Higuerón, en Frigiliana (Sierra de Almijara).[6]
- Cahorros del río Chíllar, en Nerja (Sierra de Almijara).[7]
- Canjorros de Padules, en la Alpujarra Almeriense (Sierra Nevada).[8][9]
- Canjorros de Castro, en la Sierra de los Filabres.

## Uso en Hispanoamérica
El término «canjorro» o «canforro» también está documentado en Costa Rica, con el significado de irregularidad de terreno estrecha y profunda, o cauce profundo de un río.